# Alegoría de la vanidad
La alegoría de la vanidad (1632 -1636) es una obra del pintor español Antonio de Pereda y Salgado que vivió entre 1611 y 1678 (durante el periodo artístico barroco), este mismo es uno de los mayores representantes del género, esta pintura pertenece al género de vanitas, el cual a su vez es un subgénero de los bodegones o naturalezas muertas. Las vanitas tratan temas como la futilidad, la caducidad de la vida, vacuidad de los placeres mundanos, la fugacidad del tiempo y el “memento mori”.
Otra vanitas representativa de Pereda es “El sueño del caballero” (1646 – 1651), ambas pinturas presentan elementos iconológicos e iconográficos similares, habla sobre el desapego a lo material, la inevitable muerte, la fugacidad del tiempo, muerte y la importancia de llevar una vida que les permita alcanzar la salvación.

## Contexto histórico
El siglo XVII en Europa fue un periodo de crisis, comenzando por la guerra de los 30 años a principios de este siglo, la escasez de alimentos por las crisis agrarias, crisis políticas a consecuencia de la caída del imperio de Habsburgo, epidemias y hambrunas, estancamiento económico, etc. Aún con estas crisis este siglo también trajo transformaciones en el pensamiento como racionalismo, empirismo, el método científico, dando como resultado avances tecnológicos como la electricidad, microscopio, telescopio, el cálculo, etc.

## Las vanitas como género pictórico
"Los orígenes de la idea de vanitas se encuentran en el versículo 1,2 del Eclesiastés, vanitas vanitatum et omnia vanitas, es decir, “vanidad de vanidades, todo es vanidad”. A raíz de esta contundente sentencia se configura una ideología referida a la vacuidad de los placeres mundanos y a la brevedad de la vida." (Iglecias Benedicto, pág. 11)
Las vanitas como género pictórico tienen su origen en el bodegón y naturalezas muertas, y se desarrolla alrededor de la pintura religiosa con la que guarda estrecha relación sus temas, “inserto en dicho género encontramos, según Pérez Sánchez, cualquier pintura de objetos inanimados: flores, frutas, objetos y animales sin vida (o no), acompañados a veces por algún personaje humano.” (Juárez Díaz, pág. 6) a raíz de estos objetos se desarrollan los temas de estas que son: la mortalidad, vacuidad de los placeres mundanos, la brevedad de la vida, la fugacidad imparable del tiempo, la inevitable muerte, la inutilidad de la riqueza, la melancolía, etc.
Se caracterizan por su contenido simbólico dentro de los que destacan, cráneos y calaveras, que representan a la muerte y lo efímero de la vida; velas o candelabros apagados, representan el final de la vida o la muerte; elementos que nos recuerdan al materialismo y la avaricia, el ángel de la melancolía o admonitorio, según el autor, este invita a los personajes en la pintura o al espectador a reflexionar sobre la vida y la muerte, la vacuidad e intrascendencia de los asuntos humanos y lo material, como si advirtiera sobre la vanidad del mundo y los peligros de perderse en esta.

## Descripción
Se observa en un primer plano dos mesas una del lado derecho y otra del lado izquierdo, ambas tienen objetos sobre ellas, sobre la mesa del lado izquierdo se observan cráneos, una armadura, un mosquete, libros, un reloj de arena, naipes y un candelabro con la luz ya extinguida; sobre la mesa de la derecha se encuentra un medallón inventado de estilo italiano y leyenda “Divus Augustus dictator”, monedas españolas de oro y plata, una cadena de oro, un reloj con forma de torre y de oro, un collar aparentemente de perlas, algunas imágenes de personas que no se pueden identificar y una esfera del mundo.
En un segundo plano se encuentra un ángel taciturno que mira hacia el espectador, en su mano izquierda sostiene un camafeo con la efigie de Carlos V mientras que con la mano derecha señala la esfera del mundo.

## Interpretación

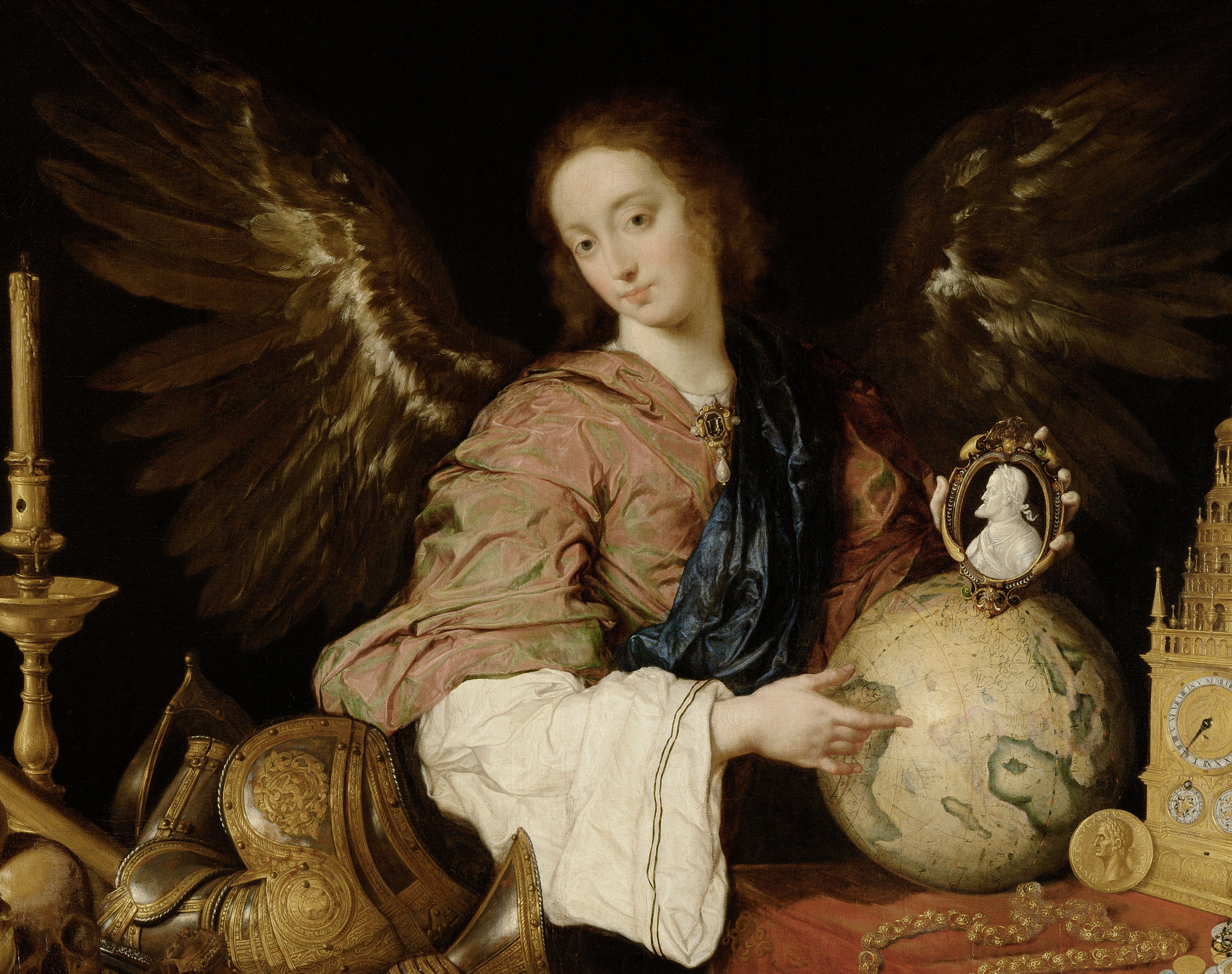
Ángel admonitor con la esfera del mundo y efigie de Carlos V

El elemento central de esta obra es el ángel admonitor que mira hacia el espectador advirtiéndole de la vanidad del mundo, al señalar la esfera del mundo y cargar el camafeo con la efigie de Carlos V interpretándose esto como si dijera que al señor del mundo también le llegó la hora, en la fecha en que se realizó el cuadro, “el imperio de Carlos V se encontraba ya en decadencia subrayándose así la idea de que la fama y gloria mundanas al final se disipan y la memoria se pierde.” (Juárez Díaz, pág. 19); los otros elementos que encontramos en la obra ayudan a reforzar el mensaje que da el ángel admonitor y podemos dividirlo en dos: las vanidades mundanas (mesa del lado derecho) y los despojos del mundo (mesa del lado izquierdo).
Sobre la mesa del lado derecho como se menciona antes se encuentra una esfera del mundo señalada por el ángel que junto con la efigie de Carlos V representa que el poder es pasajero y efímero, esto se resalta con la medalla del emperador Augusto que hace referencia a la desaparición del Imperio Romano; también se observan collares de distintos materiales (oro y perlas), monedas de plata y oro, naipes y algunos retratos de mujeres bellas, estos representa el carácter efímero e inutilidad de las cosas materiales y lo bello ;el reloj con forma de torre representa el devenir inevitable del tiempo, relacionándolo con los demás objetos sobre la mesa se puede interpretar como la superioridad del tiempo sobre lo material y lo bello, diciendo que todo será arrastrado y arrasado por el devenir del tiempo, todo es pasajero.

Vanidades mundanas
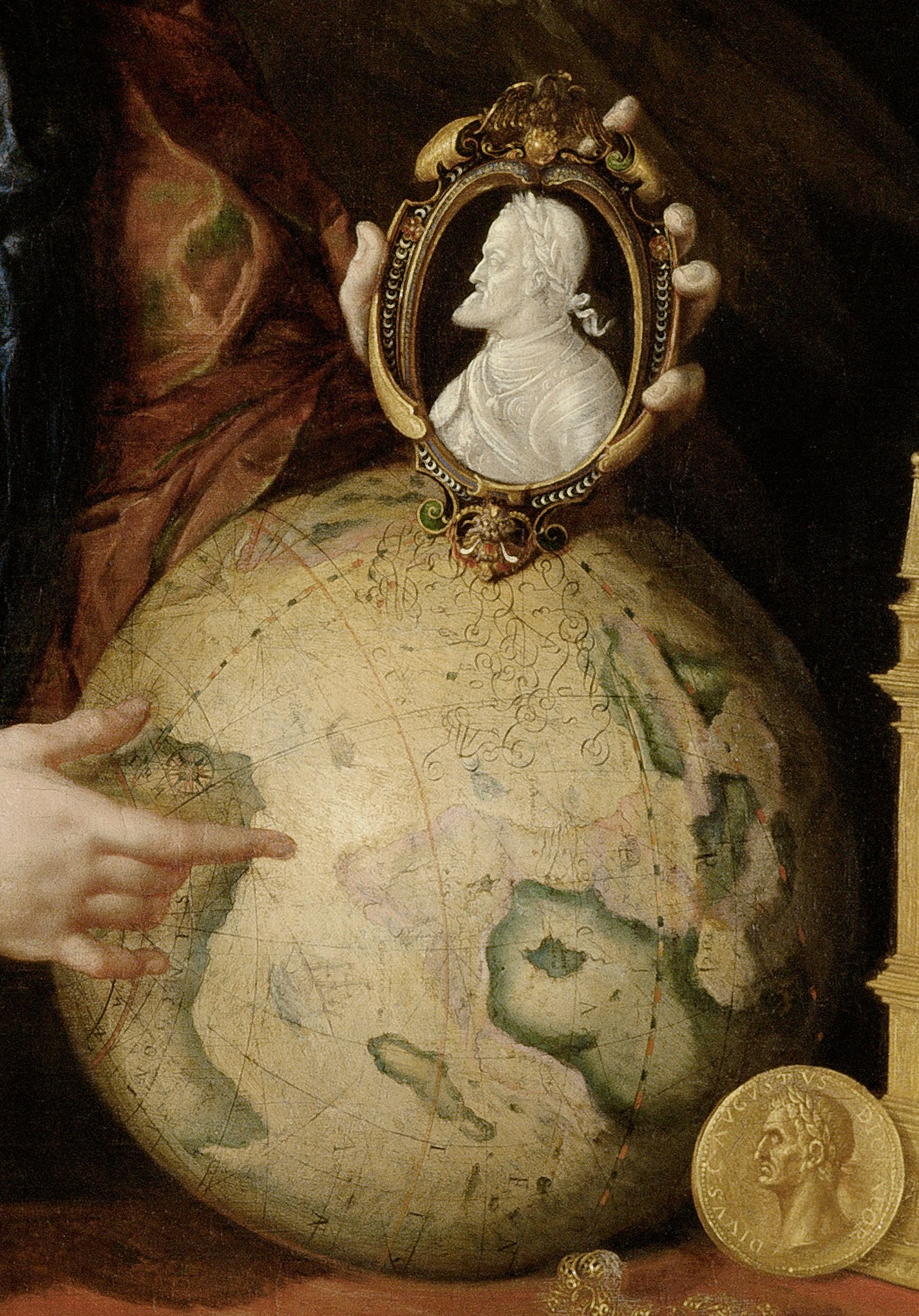
Esfera del mundo, efigie de Carlos V y medalla del emperador Augusto
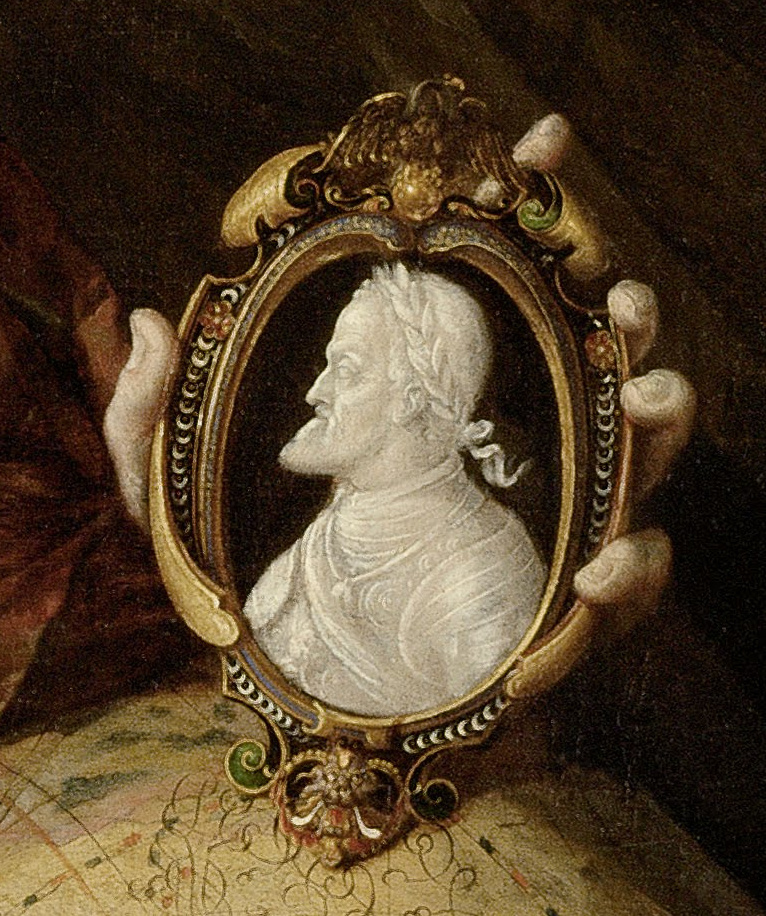
Camafeo con la efidie de Carlos V
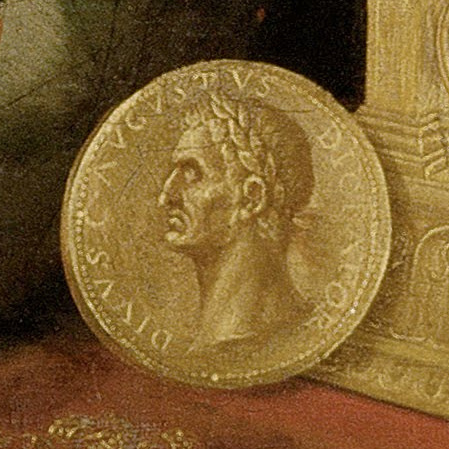
Medalla del emperador Augusto - leyenda: “Divus Augustus dictator”
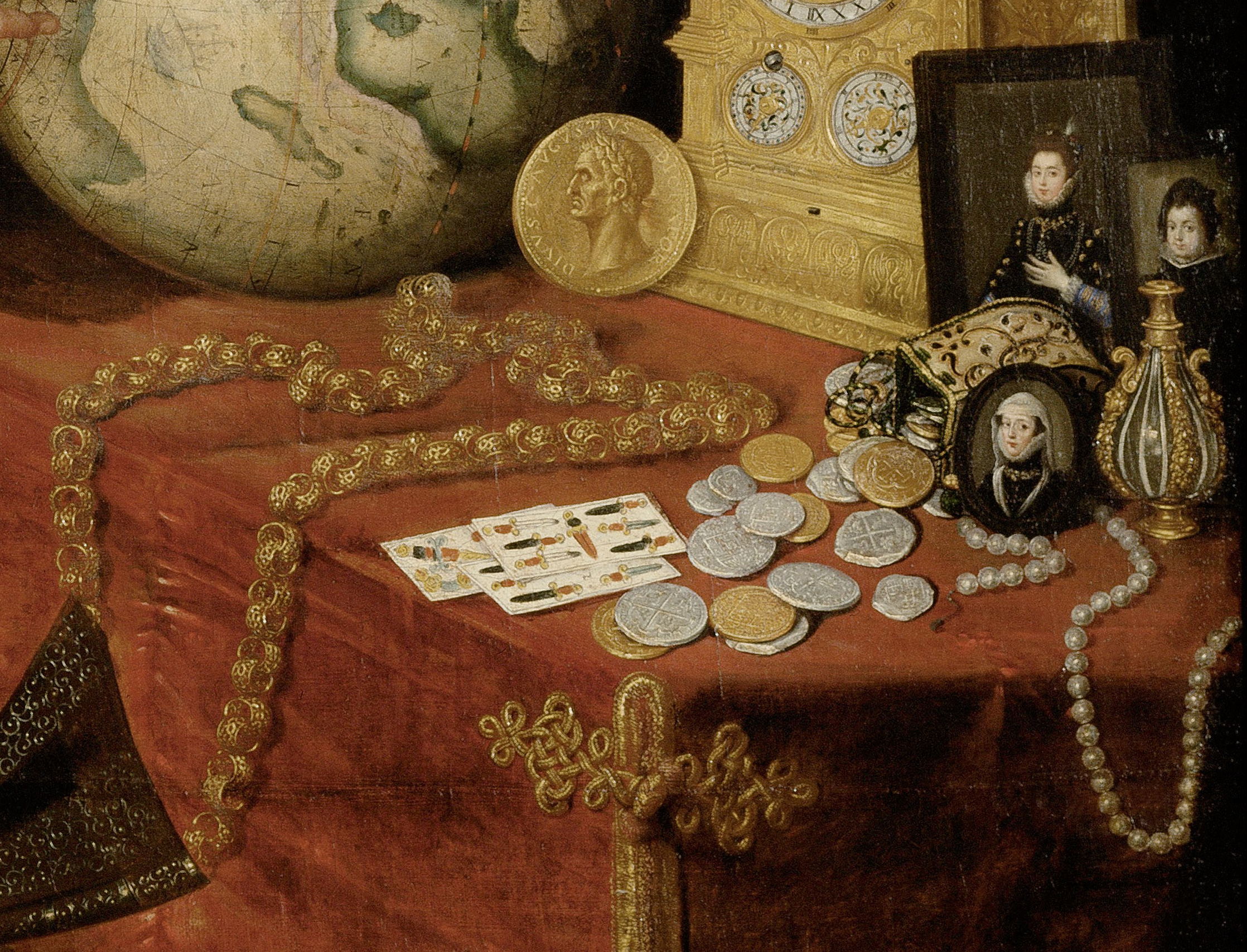
Monedas, collares y otros elementos alegóricos a la vanidad
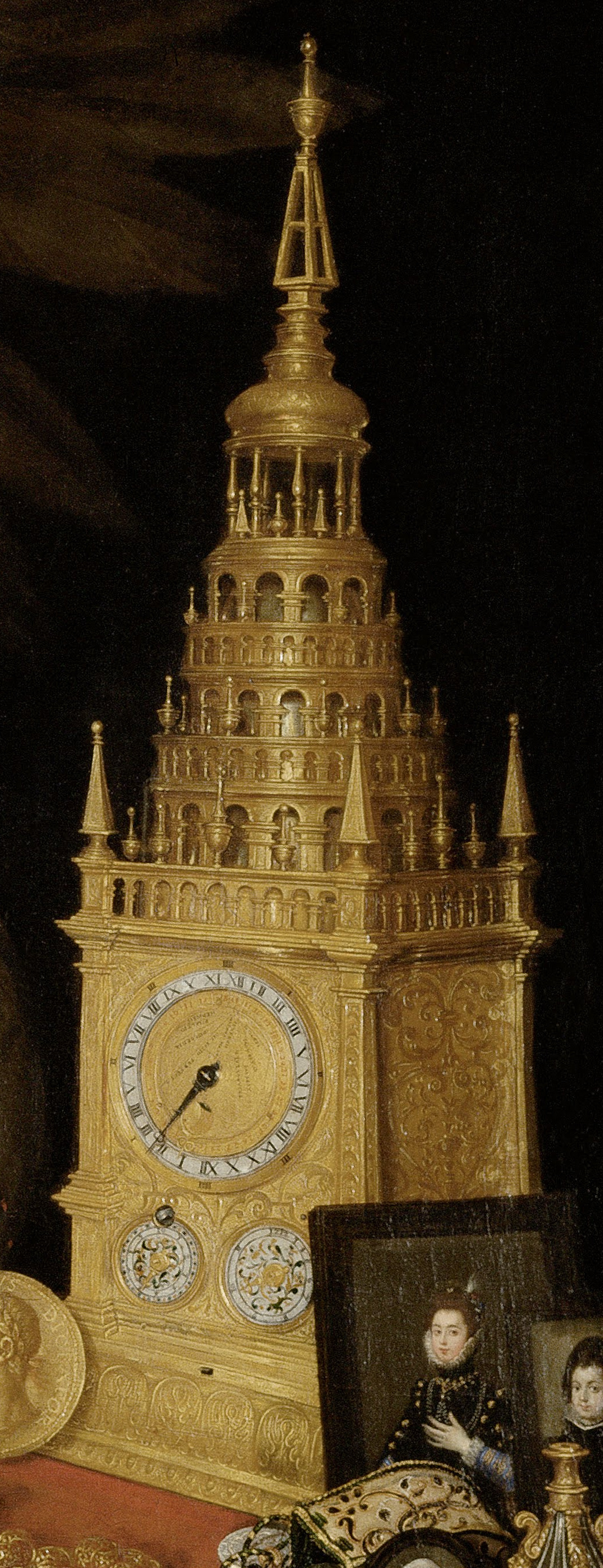
Reloj con forma de torre

Sobre la mesa del lado izquierdo se encuentran calaveras que representan la muerte y lo efímero de la vida, si unimos esto con los libros (que representan el conocimiento) sobre los que están puestos se interpreta como el triunfo de la muerte sobre el conocimiento; la vela apagada representa el final de la vida, la armadura y el mosquete representan los logros militares que aunados con el resto de la composición al igual que los libros se interpreta como que estos son superados por la muerte, el reloj de arena representa la fugacidad del tiempo, su paso inevitable y la presencia de la muerte tras su transcurrir; también de observan algunos naipes que representan los vicios y lo efímero de las posesiones materiales; por en la mesa hay una inscripción que dice “Nil omne” (todo es nada) haciendo una clara referencia al mensaje de la obra.

Despojos del mundo
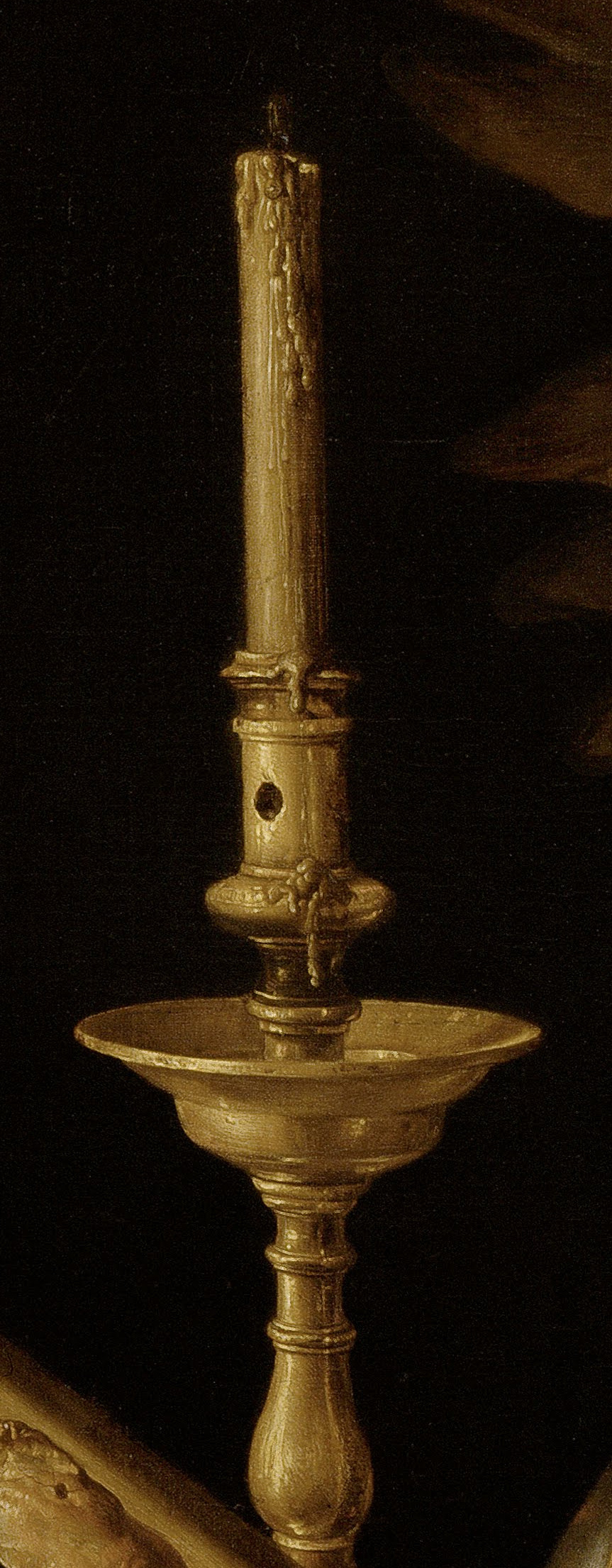
Candelabro con luz extinta
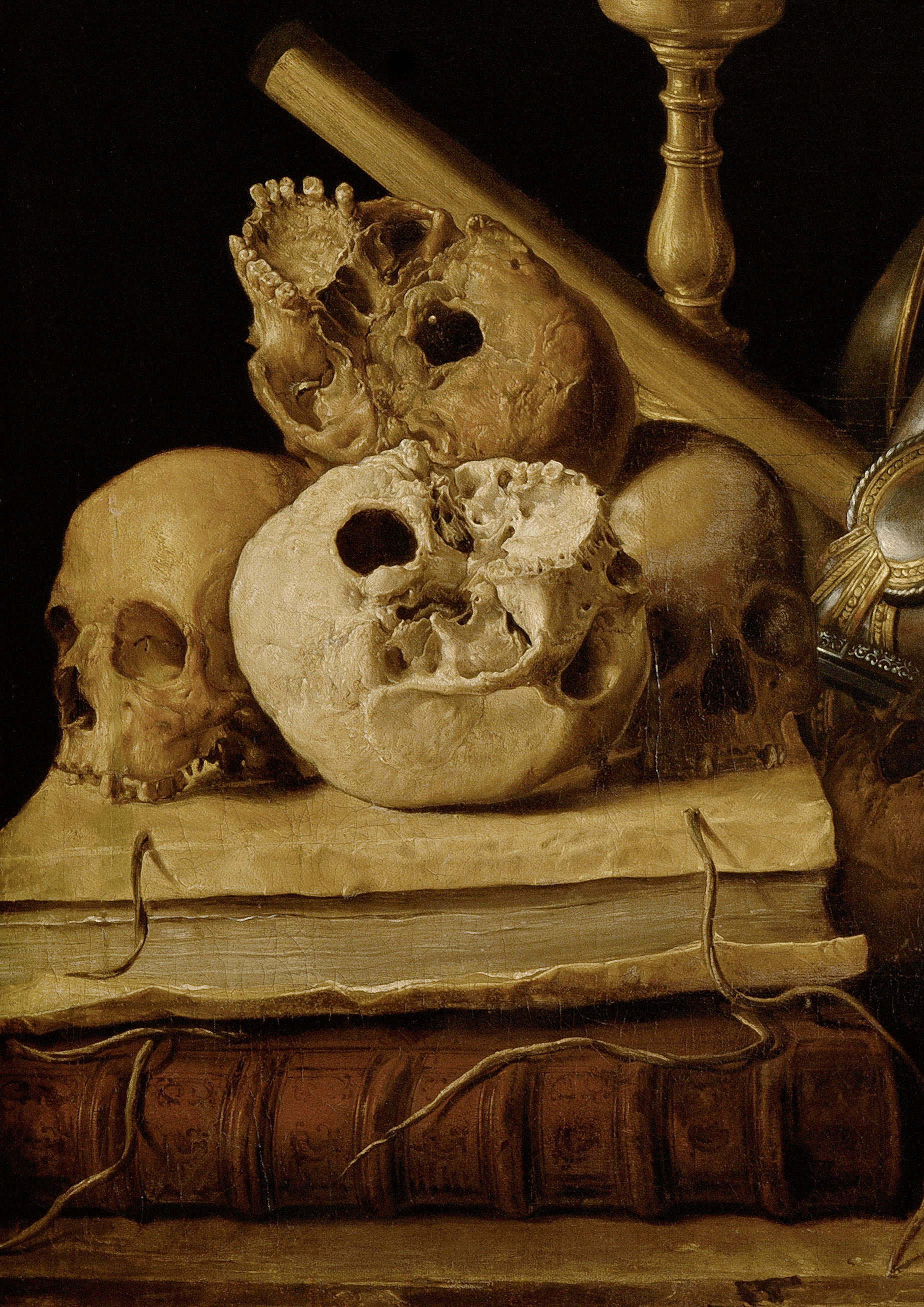
Cráneos sobre libros
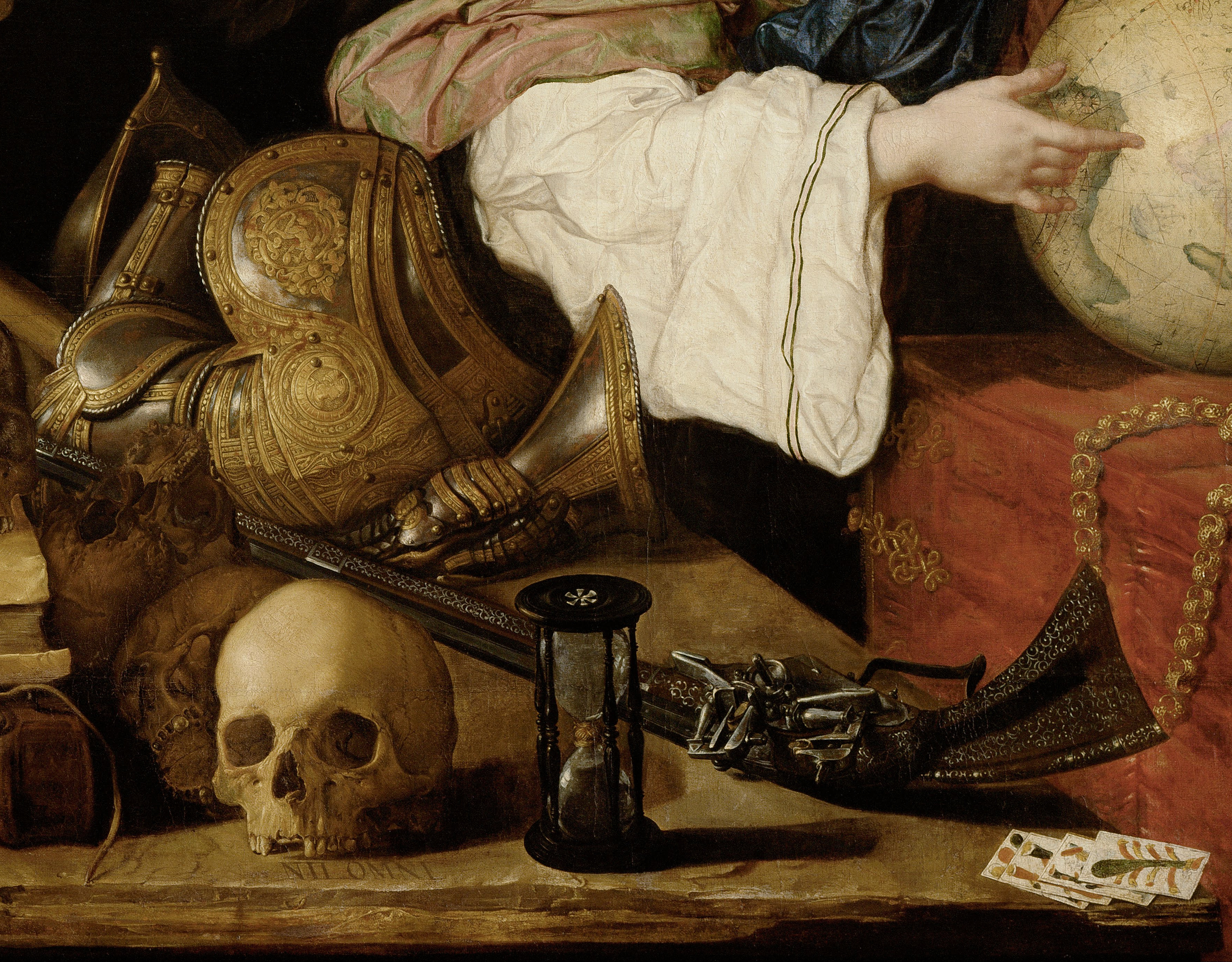
Cráneos, armadura, Mosquete y otros elementos
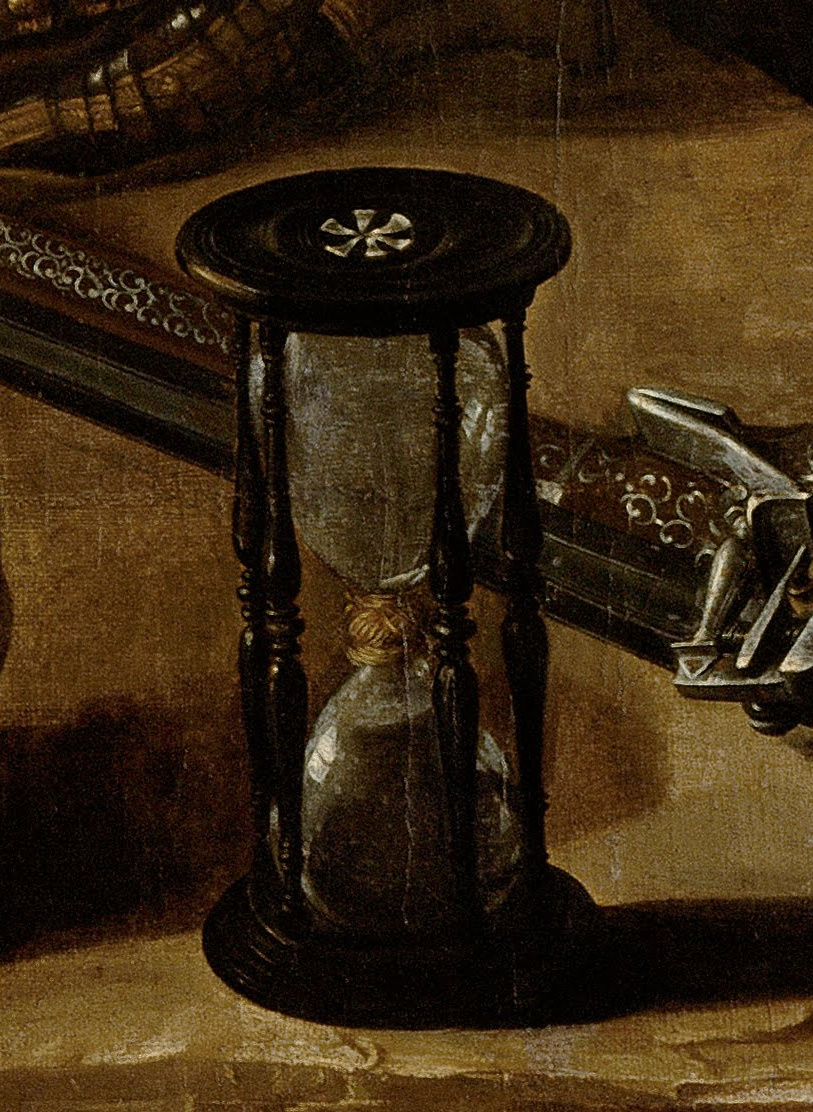
Reloj dearena
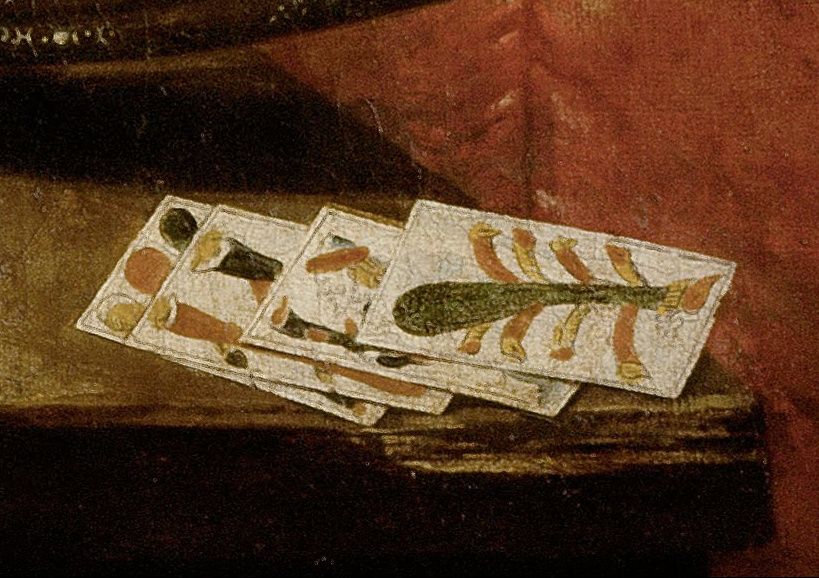
Naipes